# I Wanna Be Adored
«I Wanna Be Adored» es una canción de la banda británica The Stone Roses que aparece en su primer álbum de 1989, y se publicó como sencillo el año 1990 en Estados Unidos y en 1991 en el Reino Unido.
La letra es bastante simple, ya que consiste en la repetición continua de la frase "I don't need to sell my soul/He's already in me" y del título de la canción. 
En cuanto a la música, "I Wanna Be Adored" comienza con un collage de sonidos, que luego le dan paso a la guitarra de John Squire, en conjunto con el característico riff de bajo de Gary 'Mani' Mounfield. Todo ello sumado a la notable performance vocal de Ian Brown.
Sin duda esta canción es una de las más importantes del catálogo de la banda, y durante los años, ha sido aclamada por su singular estructura. En 2006, la revista Q la instaló en el lugar nº32 en su lista de las 100 mejores canciones de la historia. Al año siguiente, NME la dejó en el puesto 17 entre los "50 Mejores Himnos del Indie".
Oasis, una de las tantas bandas receptoras del legado musical de The Stone Roses, citó el título de esta canción en la letra de "Magic Pie" del álbum Be Here Now.
La versión estadounidense del sencillo alcanzaría el 18º lugar en el Billboard Modern Rock chart en 1990.

## Lista de canciones
7": [Silvertone ORE 31]
1. «I Wanna Be Adored» (7") (3:28)
2. «Where Angels Play» (4:15)

12": [Silvertone ORE 31]
1. «I Wanna Be Adored» (12") (4:52)
2. «Where Angels Play» (4:15)
3. «Sally Cinnamon» (vivo en The Hacienda) (3:52)

CD: [Silvertone ORE CD 31]
1. «I Wanna Be Adored» (7") (3:28)
2. «Where Angels Play» (4:15)
3. «I Wanna Be Adored» (12") (4:53)
4. «Sally Cinnamon» (vivo en The Hacienda) (3:52)